# Ludwig von Reiche (Major)
Ludwig von Reiche (* 17. Mai 1774 in Hannover; † 25. Februar 1840 in Weimar) war ein deutscher Militär, Erfinder, Kartograf, Lithograf und Unternehmensgründer. Der mit einer Medaille Geehrte gründete und führte das nach ihm benannte Ausländische freiwillige Jägerkorps „von Reiche“ gegen Napoleon.

## Leben

### Herkunft
Die Familie von Reiche gehörte im 18. und 19. Jahrhundert zu den sogenannten Hübschen Familien.
Er war der Sohn des Amtmanns von Ehrenburg Georg Ludwig von Reiche (* 31. Oktober 1735; † 1816) und dessen zweiter Frau Anna Dorothee Luise, geborene Culemann († 14. März 1780) aus Minden.
Ludwig von Reiche war ein Vetter des Generals Ludwig von Reiche.

### Werdegang
Reiche trat, ähnlich wie sein Vetter 1778, in das Infanterieregiment „von Romberg“ der Preußischen Armee ein und wurde 1792 zum Offizier befördert. Zunächst kämpfte er mit seinem Vetter bis zum Frieden von Basel gegen die Napoleonischen Truppen. Anschließend nahm er an den Kartografierungen des Generals Le Coq in Westfalen teil, was sein zeichnerisches Talent förderte.
1806 geriet Reiche bei der Verteidigung der Stadt Nienburg an der Weser nach der Kapitulation des kommandierenden Generalmajors von Strachwitz in Kriegsgefangenschaft. Nach erneutem Friedensschluss wurde von Reiche Mitglied im Tugendbund in Königsberg. Schon 1809 ging er jedoch – verkleidet als Bernsteinhändler – wieder nach Westfalen, um dort heimlich zum Aufstand gegen die französische Besatzung aufzustacheln. Doch derselbe Schriftverkehr, der Freiherr vom und zum Stein als Verräter an Frankreich erscheinen ließ, führte zugleich zu einer steckbrieflichen Verfolgung auch von Reiches. Dieser kehrte nach Berlin zurück, flüchtete dann jedoch nach Österreich und trat dort in eine Legion Franken ein, in der er selbst eine Kompanie führte.
Nach erneutem Friedensschluss mit Frankreich kehrte Ludwig von Reiche wieder nach Berlin zurück und gründete dort eine „Zeichenakademie“. 1813 – im Jahr der Völkerschlacht bei Leipzig – bildete er auf dem Berliner Dönhoffplatz ein Freikorps, das nach ihm benannte und geführte „Ausländische Jägerbataillon“ (aus dem später das Füsilierbataillon des 2. Magdeburgischen Infanterie-Regiments hervorging), das von Ende April 1813 bis 1814 gegen die französischen Truppen kämpfte.
Nach erneutem Waffenstillstand gehörte das Freikorps von Reiches der Nordarmee an, insonderheit der vom General Graf Wallmoden an der Niederelbe befehligten Heeresabteilung, und zog später mit Bülow nach Holland. Reiches Freikorps kämpfte bei den „Treffen bei Vellahn und bei der Göhrde, [... bei den Stürmen] auf Bremen, Zütphen und Arnheim, [... den Gefechten] von Aalst, Crèvecœur und Hoogstraten und [während der ...] Belagerung von Gorkum [...], war [...] mit der Einschließung von Venlo beauftragt; auch bei der Errichtung von niederländischen Truppentheilen“.
1815 wurde Reiche mit der Aufstellung von Landwehren „im Kleveschen“ beauftragt, dann jedoch entlassen, da er „durch seinen rücksichtslosen Feuereifer mit Behörden und Privatpersonen“ in Streit geriet: Eine Anklage vor dem Kriegsgericht führte zwar zu dem Urteil, „daß er seinen Pflichten als Soldat stets in ausgezeichneter Weise Genüge geleistet habe“ – dennoch wurde er pensioniert.
1815 ging Reiche nach Berlin zurück und gründete dort, nachdem der Steindruck kurz zuvor erfunden worden war, eine „lithografische Anstalt“, die bald vom Kriegsministerium übernommen wurde und in der Reiche bis 1820 als Direktor tätig war.
Für seine Verdienste wurde Reiche mit der Goldenen Medaille für Kunst und Wissenschaft ausgezeichnet. Im Alter beschäftigte sich Reiche mit mehreren Erfindungen im Geschützwesen. Er starb während einer Reise nach Weimar.

### Familie
Er heiratete am 22. Oktober 1802 Antonie von Rodenberg (* 26. Mai 1776 in Cranenburg/Ruhr; † 29. Dezember 1852). Aus der Ehe ging der spätere preußische Justizrat Johann Ludwig (* 12. September 1803; † 13. September 1887) hervor, der sich mit Luise Emilie Karoline von Kessel (* 15. August 1812; † 13. September 1876) verheiratete.